# 24 Stops

Lagekarte des Weges

24 Stops, auch Rehberger-Weg genannt, ist ein Kunstweg zwischen dem Vitra Design Museum (Lage) auf dem Vitra Campus des Möbelherstellers Vitra in Weil am Rhein in Deutschland und dem Kunstmuseum Fondation Beyeler (Lage) im Schweizer Riehen. Der die beiden Länder verbindende Weg wurde von dem Künstler Tobias Rehberger gestaltet und hat eine Länge von fünf Kilometern. Er wurde im September 2015 mit zwölf Skulpturen und Installationen eröffnet und führt über den Tüllinger Berg. Am 12. Juni 2016 wurde er eingeweiht und mit zwölf weiteren Stops vervollständigt. Dieser Weg ist einer von acht Beiträgen für die Internationale Bauausstellung 2020 (IBA) in Basel. Die Auftraggeber dieses Projekts sind die Gemeinden Weil am Rhein und Riehen, die Firma Vitra, Swatch sowie die Stiftung Beyeler. Es werden auch künstlerische und kunsthistorische Führungen auf dem Weg angeboten.
Der Weg ist an einigen Stellen zwar steil, aber auch mit Rollstühlen befahrbar. In Richtung vom Vitra Museum zur Fondation sind kürzere steile Anstiege und dafür längere leicht abschüssige Wegstrecken enthalten.
Die vierundzwanzig Stationen beginnend bei der Fondation Beyeler sind:
| Objekt | Bild | Lage | Beschreibung | Aufstellung |
| ------ | ---- | ---- | --- | ----------- |
| 1      |      | Lage | Glocke, beide Glocken (siehe auch Nr. 24) am Beginn und Ende des Weges sind von einem Glockengießer gefertigt und voll funktionsfähig. | 2015        |
| 2      |      | Lage | Vogelkäfige | 2015        |
| 3      |      | Lage | Wasserspeier | 2016        |
| 4      |      | Lage | Wetterhaus, je nach Wetter ist einer der beiden Kugeln vorne und die andere hinten | 2016        |
| 5      |      | Lage | Wetterfahne, die Wetterfahne zeigt mit zwei Wegweisern in zwei Richtungen, der Wind dreht diese aber beliebig | 2016        |
| 6      |      | Lage | Vier Bienenhäuser, in dem Hartholz sind Löcher, sie dienen als Nisthilfe für Wildbienen | 2016        |
| 7      |      | Lage | Bienenhäuser, in ihnen sind Hölzer eingearbeitet als Nisthilfen | 2016        |
| 8      |      | Lage | Kuckucksuhr, diese sich drehende Uhr zeigt die aktuelle Zeit an und zu jeder vollen Stunde werden die Zeiger zu einem Kuckucksschnabel | 2016        |
| 9      |      | Lage | Kuckucksuhr, zur vollen Stunde erscheint eine Röhre und es ertönen die der Stundenzahl entsprechende Anzahl von Kuckucksrufen | 2015        |
| 10     |      | Lage | Bodenarbeit | 2015        |
| 11     |      | Lage | Bodenarbeit | 2015        |
| 12     |      | Lage | Wegweiser, ein weit sichtbarer 16 m hoher Mast, die beiden Buchtsbaben V und B auf dem Wegweiser stehen für Vitra und Beyeler | 2016        |
| 13     |      | Lage | Wandmalerei | 2015        |
| 14     |      | Lage | Billboard ungefähr in der Mitte des Weges. Eine große Plakattafel, die beidseitig mit wechselnden Informationen beklebt wird | 2015        |
| 15     |      | Lage | Brunnen, er besteht aus einem Trinkbrunnen (blau) und einer Dusche (gelb) | 2016        |
| 16     |      | Lage | Straßenlaterne | 2016        |
| 17     |      | Lage | Straßenlaterne | 2016        |
| 18     |      | Lage | Fernglas, gibt einem die Möglichkeit, das weitreichende und abwechslungsreiche Panorama zu betrachten | 2015        |
| 19     |      | Lage | Baum | 2016        |
| 20     |      | Lage | Mülleimer | 2015        |
| 21     |      | Lage | Unterstand | 2016        |
| 22     |      | Lage | Hochsitz | 2015        |
| 23     |      | Lage | Vogelhäuser | 2015        |
| 24     |      | Lage | Glocke, beide Glocken (siehe auch Nr. 1) am Beginn und Ende des Weges sind von einem Glockengießer gefertigt und voll funktionsfähig. | 2015        |
|        |      | Lage | Rehberger-Kuckucksnest am Grenzübergang Deutschland Schweiz | 2016        |
|        |      | Lage | „Hommage à Verner Panton“ vom Basler Künstler Dieter Thiel. Diese Skulptur, bestehend aus zwölf drei Meter hohen Stäben in den bekannten Panton-Farben steht am Verner-Panton-Weg.                                                                                                  |             |
|        |      | Lage | Graffito von Zoolo in Zusammenarbeit mit Schülern aus Weil am Rhein |             |
|        |      | Lage | Axel Bidault & Louis Fouilleux, Station „3. Des Wassers Rede“ 6 solche Installationen sind an 6 Brücken der Wiese angebracht. Die Geräusche des Flusses werden fortlaufend in die Buchstaben „A-M-S-N“ übersetzt. Die Installation läuft ständig und wird von Solarzellen gespeist. |             |